# Homme de Spy
L'Homme de Spy est le nom donné à trois squelettes fossiles partiels et quelques ossements isolés appartenant à l'espèce Homo neanderthalensis, découverts dans la grotte de Spy, à Jemeppe-sur-Sambre, dans la province de Namur, en Belgique. Les deux premiers squelettes furent mis au jour en 1886, et constituèrent la deuxième découverte officielle de fossiles néandertaliens, trente ans après celle de la vallée de Néander, en Allemagne. Ils sont datés entre 44 200 et 40 600 ans Ante Christum Natum  (ACN).

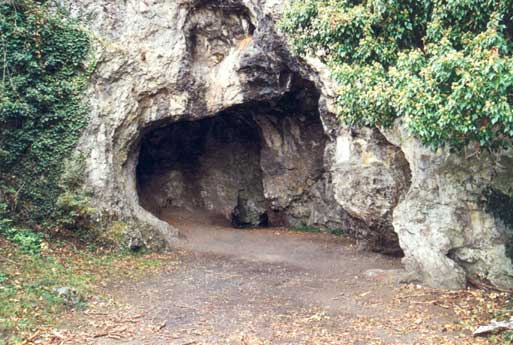
L'entrée de la grotte de Spy

## Historique
Le site préhistorique de Spy, dans la commune belge de Jemeppe-sur-Sambre, attirait depuis longtemps l'attention des archéologues. Des fouilles eurent lieu dès l’année 1879, d’abord par des amateurs, puis par des professionnels. Des silex, bois de cervidés, dents de mammouths et autres objets furent découverts en grande quantité.
En juillet 1886, lors de leur deuxième campagne de fouilles, le géologue Maximin Lohest et l'archéologue Marcel De Puydt, aidés par un ancien mineur, Armand Orban, mirent au jour au niveau de la terrasse (à 4,9 m de profondeur) des ossements humains appartenant à deux individus, Spy 1 (une femme) et Spy 2 (un jeune homme). Une calotte crânienne en bon état permit de les classer parmi les Néandertaliens. La découverte était importante. Les fouilles furent cependant organisées avec les moyens et selon les conceptions de l'époque.
La présentation de leur découverte à la société d'archéologie de Namur en août 1886 eut un grand retentissement dans la presse belge et étrangère. Pour la première fois depuis la découverte de l'Homme de Néandertal, en 1856 en Allemagne, on disposait d'éléments suffisants pour confirmer l'existence et l'ancienneté d'un type humain de morphologie différente de celle de l'Homme moderne. Le paléontologue Julien Fraipont publia la description des fossiles en 1888 dans la revue American Anthropologist. L'Homme de Spy passa à la postérité.
En 2010, Yves Saquet a publié la découverte dans la grotte de Spy d'un troisième squelette, celui d'un enfant néandertalien de 18 mois, noté Spy 6, datant de la même époque que les deux premiers.

## Stratigraphie
En 1886, les découvreurs ont mis en évidence au moins sept niveaux d'occupation paléolithique, dont trois sont attribués à Néandertal et au  Moustérien, et quatre à l'Homme moderne, de l'Aurignacien au Gravettien.
Les vestiges archéologiques de type Moustérien, découverts en grand nombre, indiquent une présence durable de l'Homme de Néandertal sur les lieux.

## Datation et génétique
Les fossiles de Spy ont été datés en 2009 d'environ 36 000 ans avant le présent,, ce qui les rattache au Paléolithique supérieur.
En 2018, les chercheurs ont réussi à extraire de l'ADN de Spy94a, une molaire droite supérieure, qui a fait l'objet d'une datation directe à 39 150 - 37 880 ans avant le présent. Bien que Spy94a soit attribuée à Spy 1, l'analyse de son ADN révèle que Spy94a est un sujet masculin. Spy94a est génétiquement proche du fossile Goyet Q56-1, issu des grottes de Goyet, et s'apparente aux autres Néandertaliens européens tardifs connus.
Toutefois, ces échantillons étaient contaminés et la datation s'est révélée fausse et trop jeune de 10 000 ans. En effet, une nouvelle analyse dont les résultats furent publiés en 2021 datent les fossiles de l'Homme de Spy et celui d'Engis entre 44 200 et 40 600 ans avant le présent.
Notons qu'à cette époque, Homo sapiens était déjà présent en Europe de l'Ouest depuis plusieurs milliers d'années, ce qui montre qu'il y eut probablement une certaine cohabitation entre les deux espèces. 

## Culture et comportements
La disposition des ossements du deuxième individu découvert et leur orientation est-ouest (tête-pieds) conduisent certains à émettre l’hypothèse d’une sépulture, ce qui indiquerait des préoccupations religieuses chez l’Homme de Néandertal. Se basant sur la configuration physique de leur larynx, certains chercheurs estiment que les Néandertaliens possédaient une forme de langage.
Comme pour Homo sapiens à la même époque, le mode de subsistance des Néandertaliens était lié à la chasse, la pêche et la cueillette.

## Une demeure pour l’Homme de Spy
Depuis le 3 décembre 2011, le Centre d’interprétation de l’Homme de Spy est ouvert au public. Son objectif est double : informer sur le site paléolithique de Spy et présenter la famille néandertalienne à laquelle appartient l’Homme de Spy (sa morphologie, sa place dans l’évolution de l'Homme, son environnement naturel, son mode de vie, son extinction). Avec l'Office du Tourisme de Jemeppe-sur-Sambre, il constitue l'EHoS (Espace de l'Homme de Spy), situé dans un bâtiment classé de style mosan sur la route allant de Jemeppe-sur-Sambre à Onoz (N980), et à distance rapprochée de la grotte de Spy.